# إسلام إينوموف
إسلوم إنوموف (بالأوزبكية: Islom Inomov) ، من مواليد 30 مايو 1984 في الإتحاد السوفييتي ، لاعب كرة قدم أوزباكستاني.
هو يلعب مع نادي باختاكور.
هو يلعب مع منتخب أوزباكستان لكرة القدم.

## روابط خارجية
- إسلام إينوموف على موقع الاتحاد الدولي (مؤرشف)  (الإنجليزية)
- إسلام إينوموف على موقع قاعدة بيانات كرة القدم.إي يو (الإنجليزية)
- إسلام إينوموف على موقع ناشيونال فوتبول تيمز (الإنجليزية)
- إسلام إينوموف على موقع Soccerway.com (الإنجليزية)
- إسلام إينوموف على موقع كووورة